# Ossancora eigenmanni
Ossancora eigenmanni (Оссанкора Айгенмана) — вид риб з роду Ossancora родини Бронякові ряду сомоподібні. Раніше цей вид належав до роду Doras.

## Опис
Загальна довжина сягає 10,2 см. Голова дещо широка і трохи сплощена зверху. Морда коротка, тягнеться донизу. Є 3 пари дуже маленьких вусиків. Очі невеличкі. Рот широкий. Тулуб широкий. Уздовж бічної лінії проходять суцільні кісткові щитки, що сильно стирчать колючками у бік. Спинний плавець невеличкий, високий, з 4 м'якими та 1 жорстким променями. Грудні промені доволі широкі. Черевні, анальний, жировий плавці маленькі. Хвостовий плавець сильно розрізано.
Забарвлення рожеве з плямами темно-рожевого кольору з боків.

## Спосіб життя
Є демерсальнаю рибою. Зустрічається у річках з повільною течією та піщаним ґрунтом. Утворює косяки. Вдень тримається біля дна, роблячи «сплячий» вигляд. Часто також ховається серед корчів, каміння та рясної рослинності. Активний у присмерку та вночі. Живиться невеличкими ракоподібними, молюсками, личинками комах.

## Розповсюдження
Мешкає у басейнах річок Амазонка та Парагвай — в межах Бразилії, Болівії та Парагваю.